# Uladsimir Ramanouski
Uladsimir Wazlawawitsch Ramanouski (belarussisch Уладзімір Вацлававіч Раманоўскі; englische Transkription: Vladimir Vatslavovich Romanovsky; * 21. Juni 1957 in Slonim, Hrodna, Belarussische SSR; † 13. Mai 2013 in Minsk) war ein sowjetischer Kanute aus Belarus.
Bei den Olympischen Spielen 1976 in Montreal wurde er gemeinsam mit Serhij Nahornyj im Zweierkajak über 1000 m Olympiasieger und gewann mit diesem über 500 m zudem die Silbermedaille. Zudem gewann er drei Medaillen (zwei Titel 1981 und 1982) bei Weltmeisterschaften. Er startete für Dynamo Slonim.